# Enrique Soro
Enrique Soro "Barriga" (født 15. juli 1884 i Concepción - død 3. december 1954 i Santiago de Chile, Chile) var en chilensk komponist, pianist og rektor.
Soro studerede som ung klaver og teori hos sin fader, der selv var komponist. Han studerede senere komposition på Seminario de Concepción, og senere studerede han komposition videre på et stipendium fra den chilenske regering på det Kongelige Musikkonservatorium i Milano i Italien. Soro har skrevet en symfoni, orkesterværker, kammermusik, instrumentalværker og vokalmusik. Han var rektor på Musikkonservatoriet i Santiago.

## Udvalgte værker
- Symfoni "Romantisk"  (1921) - for orkester